# 市だご
市だご（いちだご）とは、熊本県上益城郡益城町の木山地区（横町通り）の初市の際に作られる団子で、米粉で作った団子をこしあんで包んだものである。「木山名物市だご」として初市で販売されるが、人気のためすぐに売り切れる。